# Lencăuți, Ocnița
Lencăuți este satul de reședință al comunei cu același nume  din raionul Ocnița, Republica Moldova.

## Istorie
Localitatea este menționată pentru prima dată într-un „ispisoc vechiu dc la Ilieș voievod cum umblă hotaru Lincăuților pe pârâul Naslavcii, ținutul Soroca”, însă cu datare inexactă, aproximativ <1546 septembrie 3 -1551 mai 30>.

## Demografie

### Structura etnică
Structura etnică a satului conform recensământului populației din 2004:
| Grup etnic         | Populație | % Procentaj |
| ------------------ | --------- | ----------- |
| Moldoveni / Români | 861       | 95,77%      |
| Ucraineni          | 27        | 3,01%       |
| Ruși               | 8         | 0,89%       |
| Alții              | 2         | 0,22%       |
| Total              | 898       | 100%        |

## Geografie
Între satele Naslavcea și Lencăuți este amplasată o porțiune a malului abrupt al Nistrului, arie protejată din categoria monumentelor naturii de tip geologic sau paleontologic.

## Personalități

### Născuți în Lencăuți
- Iehuda Gur-Arie (n. 1934), scriitor, poet și traducător israelian;
- Olga Căpățână (n. 1955), scriitoare, pictor, care locuiește în Franța.